# Tucuruí
Tucuruí es un municipio del estado de Pará en la región norte de Brasil.

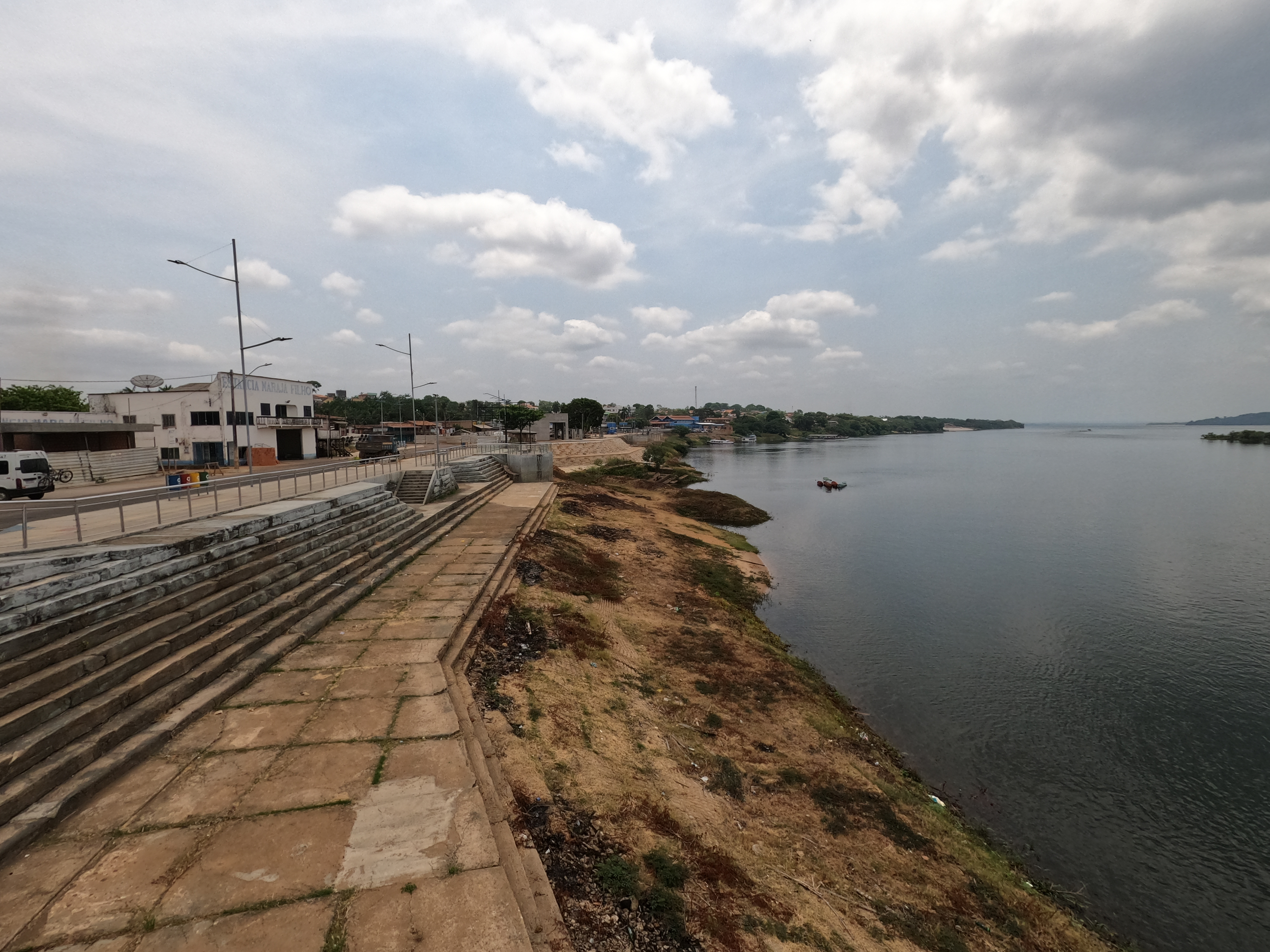